# 皮奥伊州奥柳达瓜
皮奥伊州奥柳达瓜（葡萄牙語：Olho d'Água do Piauí）是巴西皮奥伊州的一个市镇。总面积220.127平方公里，总人口2625人，人口密度11.9人/平方公里。